# Grand Prix automobile de Saint-Marin 1983
Le Grand Prix de Saint-Marin 1983 est la 377e course de Formule 1 courue depuis 1950 et la quatrième épreuve du championnat 1983. Couru sur le circuit Dino-et-Enzo-Ferrari, à Imola, en Émilie-Romagne, le 1er mai 1983, sur 60 tours du circuit de 5,040 km (soit 302,4 km), il a été remporté par le Français Patrick Tambay (Ferrari), vainqueur au volant de la Ferrari 126 C2B de son 2e Grand Prix après son succès, l'année précédente, au GP d'Allemagne à Hockenheim.
Avec la 2e place d'Alain Prost (Renault) et la 3e de René Arnoux (Ferrari), il a donné lieu à un podium 100 % tricolore, événement suffisamment rare pour mériter d'être signalé.

## Classement
| Pos. | No | Pilote             | Écurie        | Tours | Temps/Abandon                      | Grille | Points |
| ---- | -- | ------------------ | ------------- | ----- | ---------------------------------- | ------ | ------ |
| 1    | 27 | Patrick Tambay     | Ferrari       | 60    | 1 h 37 min 52 s 460 (185,381 km/h) | 3      | 9      |
| 2    | 15 | Alain Prost        | Renault       | 60    | + 48 s 781                         | 4      | 6      |
| 3    | 28 | René Arnoux        | Ferrari       | 59    | + 1 tour                           | 1      | 4      |
| 4    | 1  | Keke Rosberg       | Williams-Ford | 59    | + 1 tour                           | 11     | 3      |
| 5    | 7  | John Watson        | McLaren-Ford  | 59    | + 1 tour                           | 24     | 2      |
| 6    | 29 | Marc Surer         | Arrows-Ford   | 59    | + 1 tour                           | 12     | 1      |
| 7    | 2  | Jacques Laffite    | Williams-Ford | 59    | + 1 tour                           | 16     |        |
| 8    | 30 | Chico Serra        | Arrows-Ford   | 58    | + 2 tours                          | 20     |        |
| 9    | 26 | Raul Boesel        | Ligier-Ford   | 58    | + 2 tours                          | 25     |        |
| 10   | 23 | Mauro Baldi        | Alfa Romeo    | 57    | Moteur                             | 10     |        |
| 11   | 9  | Manfred Winkelhock | ATS-BMW       | 57    | + 3 tours                          | 7      |        |
| 12   | 12 | Nigel Mansell      | Lotus-Ford    | 56    | Sortie de piste                    | 15     |        |
| Abd. | 6  | Riccardo Patrese   | Brabham-BMW   | 54    | Accident                           | 5      |        |
| Abd. | 22 | Andrea De Cesaris  | Alfa Romeo    | 45    | Allumage                           | 8      |        |
| Abd. | 11 | Elio De Angelis    | Lotus-Renault | 43    | Tenue de route                     | 9      |        |
| Abd. | 5  | Nelson Piquet      | Brabham-BMW   | 41    | Soupape                            | 2      |        |
| Abd. | 25 | Jean-Pierre Jarier | Ligier-Ford   | 39    | Radiateur                          | 19     |        |
| Abd. | 4  | Danny Sullivan     | Tyrrell-Ford  | 37    | Accident                           | 22     |        |
| Abd. | 35 | Derek Warwick      | Toleman-Hart  | 27    | Accident                           | 14     |        |
| Abd. | 31 | Corrado Fabi       | Osella-Ford   | 20    | Sortie de piste                    | 26     |        |
| Abd. | 36 | Bruno Giacomelli   | Toleman-Hart  | 20    | Suspension                         | 17     |        |
| Abd. | 8  | Niki Lauda         | McLaren-Ford  | 11    | Sortie de piste                    | 18     |        |
| Abd. | 34 | Johnny Cecotto     | Theodore-Ford | 11    | Sortie de piste                    | 23     |        |
| Abd. | 3  | Michele Alboreto   | Tyrrell-Ford  | 10    | Collision                          | 13     |        |
| Abd. | 33 | Roberto Guerrero   | Theodore-Ford | 3     | Collision                          | 21     |        |
| Abd. | 16 | Eddie Cheever      | Renault       | 2     | Moteur                             | 6      |        |
| Nq.  | 17 | Eliseo Salazar     | RAM-Ford      |       | Non qualifié                       |        |        |
| Nq.  | 32 | Piercarlo Ghinzani | Osella-Ford   |       | Non qualifié                       |        |        |

## Pole position et record du tour
- Pole position : René Arnoux en 1 min 31 s 238 (vitesse moyenne : 198,865 km/h).
- Meilleur tour en course : Riccardo Patrese en 1 min 34 s 437 au 47e tour (vitesse moyenne : 192,128 km/h).

## Tours en tête
- René Arnoux : 5 (1-5)
- Riccardo Patrese : 28 (6-33)
- Patrick Tambay : 27 (34-60)

## Positions au championnat
| Pos. | Pilotes         | Pts | Pos. | Constructeurs | Pts |
| ---- | --------------- | --- | ---- | ------------- | --- |
| 1    | Nelson Piquet   | 15  | 1    | Ferrari       | 22  |
| -    | Alain Prost     | 15  | 2    | McLaren-Ford  | 21  |
| 3    | Patrick Tambay  | 14  | 3    | Renault       | 19  |
| 4    | John Watson     | 11  | 4    | Brabham-BMW   | 15  |
| 5    | Niki Lauda      | 10  | 5    | Williams-Ford | 12  |
| 6    | René Arnoux     | 8   | 6    | Arrows-Ford   | 4   |
| 7    | Jacques Laffite | 7   | 7    | Theodore-Ford | 1   |
| 8    | Keke Rosberg    | 5   |      |               |     |
| 9    | Eddie Cheever   | 4   |      |               |     |
| -    | Marc Surer      | 4   |      |               |     |
| 11   | Johnny Cecotto  | 1   |      |               |     |

## À noter
- 2e victoire pour Patrick Tambay.
- 85e victoire pour Ferrari en tant que constructeur.
- 85e victoire pour Ferrari en tant que motoriste.